# Беренд Карп
Беренд Карп (нід. Berend Carp, 17 квітня 1901 — 22 липня 1966) — нідерландський яхтсмен.
Олімпійський чемпіон 1920 року в класі 6,5 метра.